# Evelina Eriksson
Evelina Eriksson (* 20. August 1996 in Österhaninge, Schweden) ist eine schwedische Handballtorhüterin, die seit 2022 für den rumänischen Erstligisten CSM Bukarest aufläuft.

## Karriere

### Im Verein
Eriksson begann das Handballspielen beim schwedischen Verein Haninge HK, für den sie zehn Jahre aktiv war. Im Jahr 2013 wechselte die Torhüterin zu Team Stockholm/Spårvägens HF. Mit dem Verein gewann sie im Jahr 2014 sie schwedische Jugendmeisterschaft. Im selben Jahr gab sie beim Stammverein Spårvägens HF ihr Debüt in der Elitserie. Eriksson hütete 15-mal in der Saison 2014/15 sowie 21-mal in der Saison 2015/16 das Tor für Spårvägens HF.
Eriksson schloss sich zur Saison 2016/17 dem schwedischen Zweitligisten Tyresö Handboll an. Nachdem sie im Jahr 2018 mit Tyresö den zweiten Platz in der Allsvenskan belegte und im Aufstiegsspiel an Skara HF gescheitert war, unterschrieb sie einen Vertrag beim Erstligisten Skuru IK. In ihrer ersten Saison parierte Eriksson in der Grundserie, die Vorrunde der schwedischen Meisterschaft, 42,15 % der gegnerischen Würfe, womit sie den besten Wert aller Torhüterinnen der Elitserie hatte. In den Playoffs zog Eriksson mit Skuru in das Finale um die schwedische Meisterschaft ein, in dem sie gegen IK Sävehof unterlag. Zur Saison 2020/21 wechselte sie zum norwegischen Erstligisten Vipers Kristiansand. Mit den Vipers gewann sie im Jahr 2021 und 2022 die norwegische Meisterschaft sowie 2021 und 2022 die EHF Champions League.
Eriksson steht seit der Saison 2022/23 beim rumänischen Erstligisten CSM Bukarest unter Vertrag. Mit Bukarest gewann sie 2023, 2024 und 2025 die rumänische Meisterschaft sowie 2023, 2024 und 2025 den rumänischen Pokal.

### In der Nationalmannschaft
Eriksson bestritt am 28. September 2020 ihr Länderspieldebüt für die schwedische Nationalmannschaft gegen Ungarn. Während der Weltmeisterschaft 2021 rückte sie für die am Kopf verletzte Martina Thörn in den schwedischen WM-Kader. Ihren ersten Einsatz hatte Eriksson gegen Norwegen, mit deren meiste Spielerinnen sie auf Vereinsebene zusammenspielte. In diesem Spiel parierte Eriksson in der Anfangsphase mehrere gegnerische Würfe, mit denen sie ihrer Mannschaft zum 30:30-Unentschieden gegen den späteren Weltmeister verhalf. Mit der schwedischen Auswahl schied sie im Viertelfinale gegen Frankreich aus. Bei der Weltmeisterschaft 2023, in deren Verlauf sie 28 % der gegnerischen Würfe parierte, belegte sie mit Schweden den vierten Platz. Auch bei den im darauffolgenden Jahr stattfindenden Olympischen Spielen in Paris belegte sie mit Schweden den vierten Platz.